# Fragmentos de los muros del gueto de Varsovia

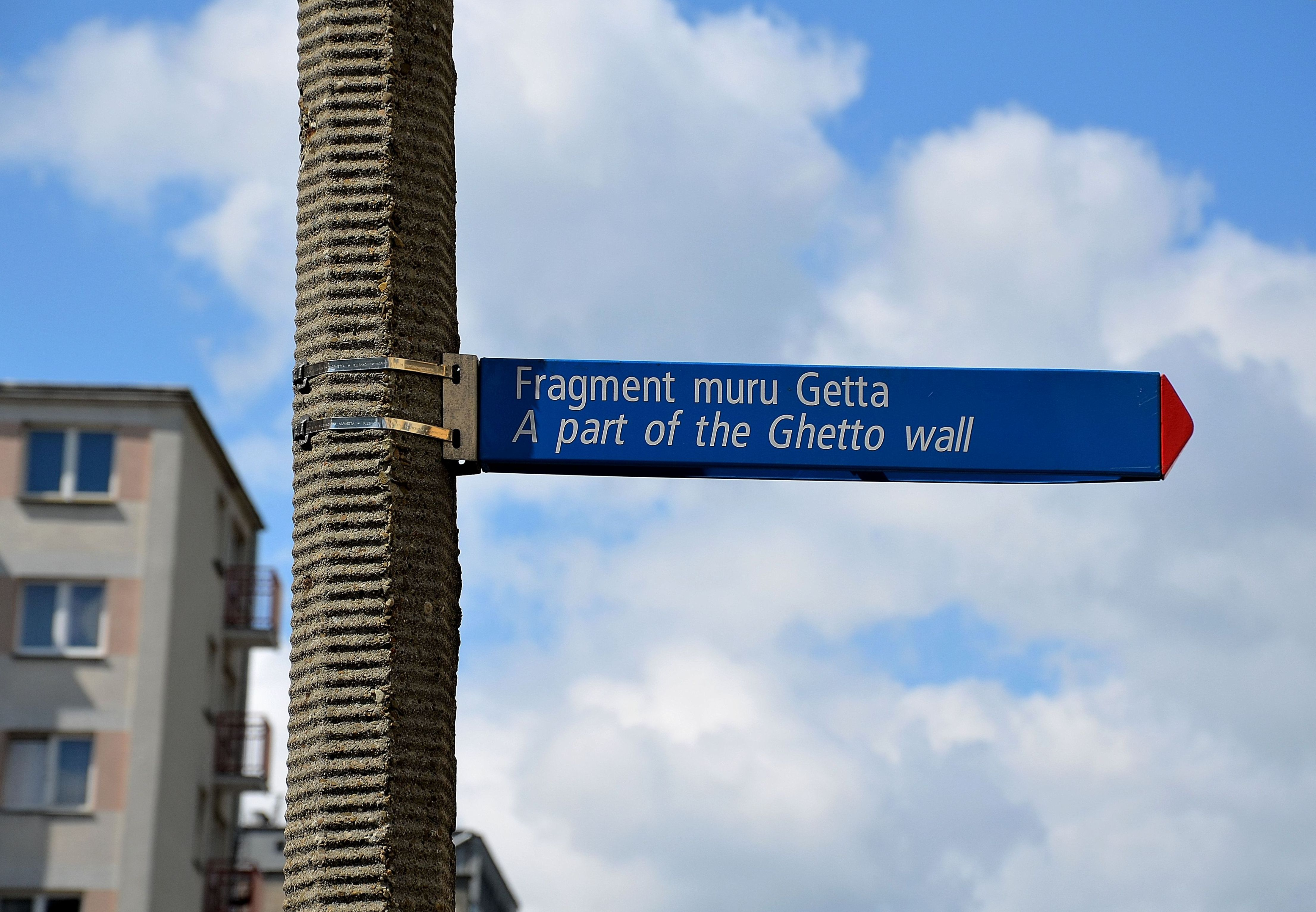
Indicador de dirección, calle Złota 62

Los fragmentos de los muros del gueto en Varsovia son trozos de muro preservados entre las propiedades o las paredes de los edificios de antes de la guerra que marcaron la frontera entre el gueto de Varsovia y la parte "aria" de la ciudad después del 16 de noviembre de 1940.
En 1940, la longitud total del muro del gueto era de aproximadamente 18 km. Después del final de la Segunda Guerra Mundial, las paredes independientes del barrio judío cerrado, que sobrevivieron del Levantamiento del gueto de Varsovia y del Levantamiento de Varsovia, fueron demolidas en su mayor parte. Se conservaron solo unos pocos fragmentos de los muros que se extienden entre las propiedades y las paredes de los edificios de antes de la guerra que marcan el límite del gueto. Tres de los fragmentos más conocidos del muro del gueto de Varsovia se encuentran en el sitio del antiguo, así llamado, pequeño gueto, en los patios de las casas en las calles Sienna 55, Złota 62, y Waliców 11.

## Ubicaciones
- Calle Sienna 55 - en este lugar, el límite del gueto estaba determinado por el muro entre los edificios Sienna 53 y 55, existente antes de 1940. El muro tiene aproximadamente 3 metros de altura. En su lado oeste hay una placa conmemorativa, colocada aquí gracias al iniciador de la conmemoración de este lugar, Mieczysław Jędruszczak.[2] En la pared hay una pérdida de dos ladrillos que fueron transportados en 1989 al Museo del Holocausto en Washington (en este museo se puede ver también una copia de este fragmento del muro). En el lado este ("ario", actualmente el patio del XII Instituto de Segunda Enseñanza Henryk Sienkiewicz), hay un monumento de las fronteras del gueto[3] desvelado en enero de 2010. El acceso al fragmento del muro del gueto en Sienna 55 es posible desde la calle Złota 62. En 2017, las autoridades del distrito tomaron medidas para renovar el muro y sus alrededores, entre otros, a partir de 2018 estará disponible desde la parte del XII Instituto de Segunda Enseñanza , y debajo del muro desde el lado de Avd. Juan Pablo II se creará una zona didáctico-histórica.[4]

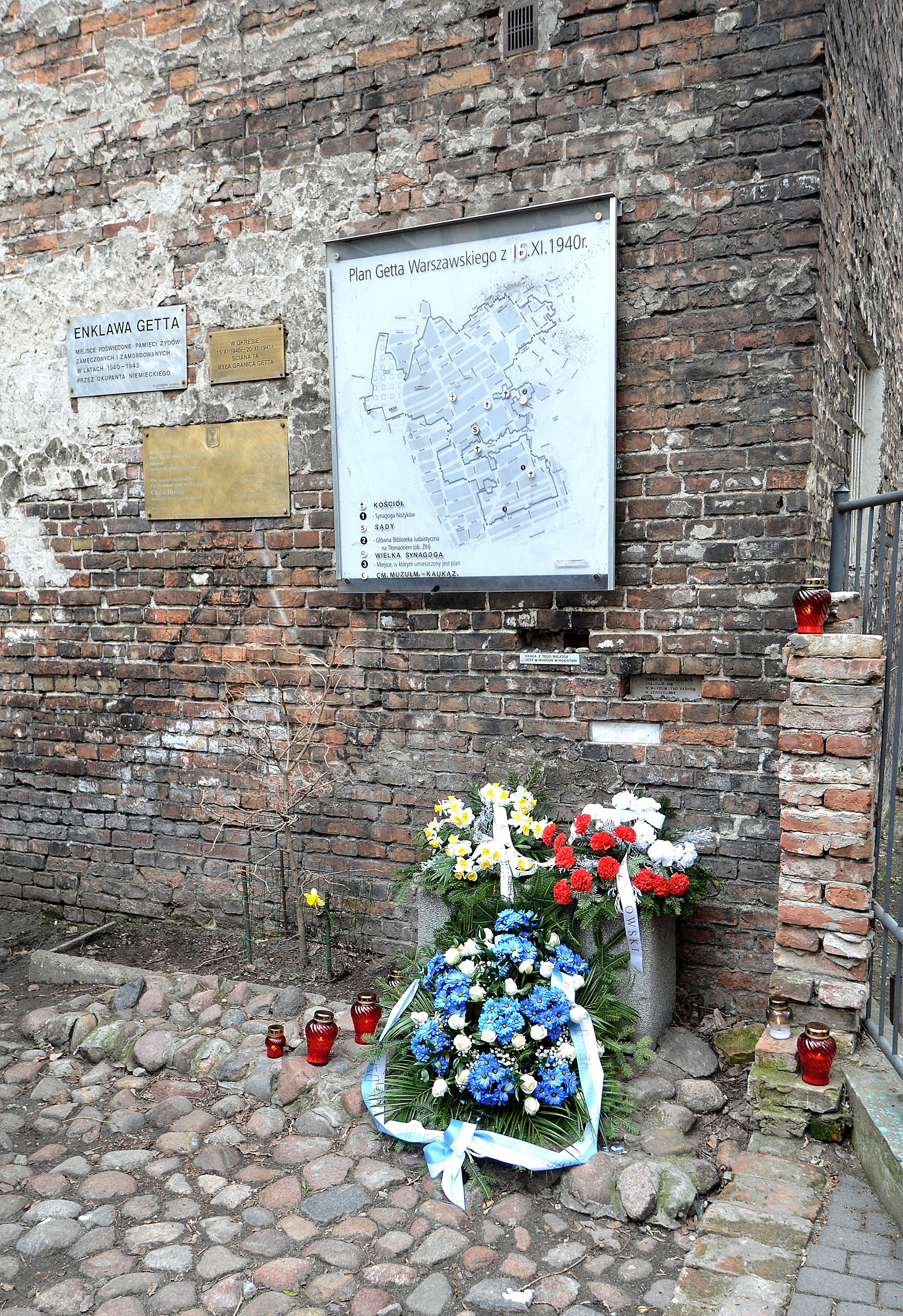
Placas en un fragmento del muro del gueto en la calle Złota 62

- Calle Złota 62: un fragmento de la pared de un edificio de antes de la guerra con una altura de aproximadamente 6 metros forma parte del muro del gueto. En esta pared hay, entre otros, una placa conmemorativa revelada el 26 de mayo de 1992 por el presidente de Israel, Jaim Herzog durante una visita oficial en Polonia, así como el plan del gueto de Varsovia. Los ladrillos individuales que provienen de este fragmento del muro fueron enviados al Museo de Historia del Holocausto de Yad Vashem en Jerusalén y a los museos de Houston y Melbourne.
- Calle Waliców 11: la pared preservada del edificio perteneciente a la cervecería antigua de Herman Jung, constituyó la frontera del gueto desde noviembre de 1940 hasta agosto de 1942. En los años 1999-2000, el muro se incorporó al edificio de oficinas de Aurum.[5]
- Cementerio judío: desde noviembre de 1940 hasta la exclusión de la necrópolis del gueto en diciembre de 1941, el muro existente del cementerio desde el lado de las calles Młynarska, Smętna, Spokojna, Kolska y la parte norte del muro del cementerio en la calle Okopowa eran el límite del distrito cerrado.
- El edificio de Tribunales Grodzki en Leszno (anteriormente calle Leszno 53/55, ahora el Tribunal de distrito, Avd. Solidarności 127) – los muros laterales (norte, este y oeste) junto con los muros que cerraban los patios interiores del edificio judicial, que no habían sido incluidos en el gueto, marcaron el límite del distrito cerrado desde noviembre de 1940 hasta agosto de 1942.
- Calle Chłodna 41 - desde noviembre de 1940 hasta diciembre de 1941, la pared lateral de esta casa de vecinos era un fragmento de la frontera oeste de un pequeño gueto que corría en la parte posterior de la propiedad en la calle Wronia.
- Calle Krochmalna 4/28 - desde noviembre de 1940 hasta diciembre de 1941, la pared lateral de esta casa de vecinos era un fragmento de la frontera norte del pequeño gueto.
- Calle Ogrodowa 55 - desde noviembre de 1940 hasta diciembre de 1941, la pared lateral de esta casa de vecinos era un fragmento de la frontera oeste del pequeño gueto que se extendía en la parte posterior de la propiedad en la calle Wronia.
- Calle Okopowa 78 - un fragmento del muro que rodeaba los edificios de Fábrica de Curtidos Temler y Szwede (desde el lado de la gasolinera en calle Stawki, frente a la salida de la calle Smocza) fue al mismo tiempo el muro del gueto durante todo el período de existencia del distrito cerrado.
- Calle Stawki 10 - en la parte de atrás del Complejo de Escuelas Secundarias y Economía no 1 hay un fragmento preservado de la pared del gueto que es la frontera de Umschlagplatz.[6][7] En 2014, el muro fue demolido y reconstruido después de la limpieza de los ladrillos.[8]
- Calle Świętojerska, esquina de la calle Nowiniarska[9] - el límite del gueto estaba marcado aquí por un muro, cuyo pequeño fragmento se encuentra a la entrada del aparcamiento subterráneo en la parte posterior del edificio del Tribunal Supremo.

## Galería

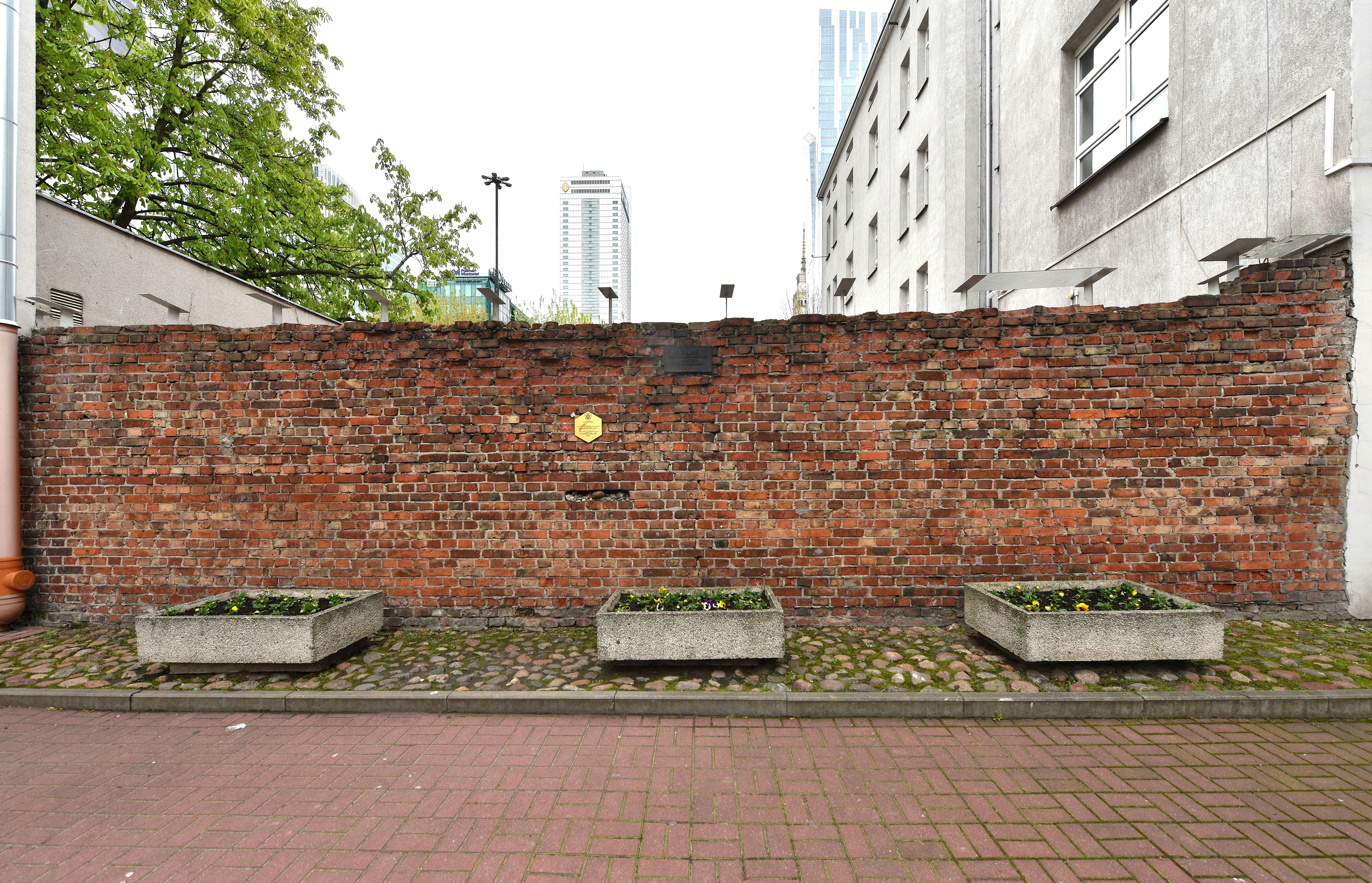
Calle Sienna 55
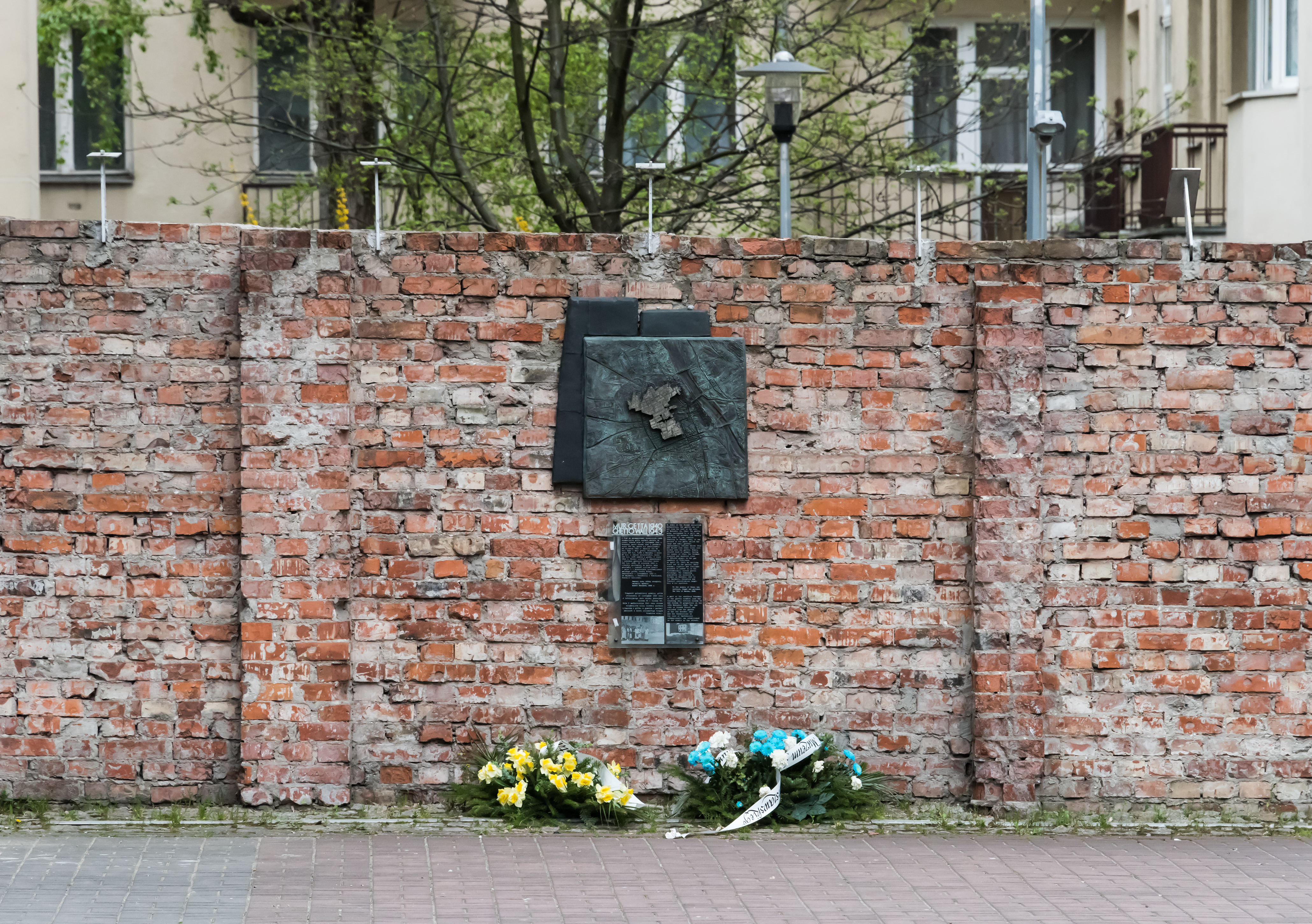
Conmemoración del muro en la calle Sienna 55, visto desde la calle Sienna 53
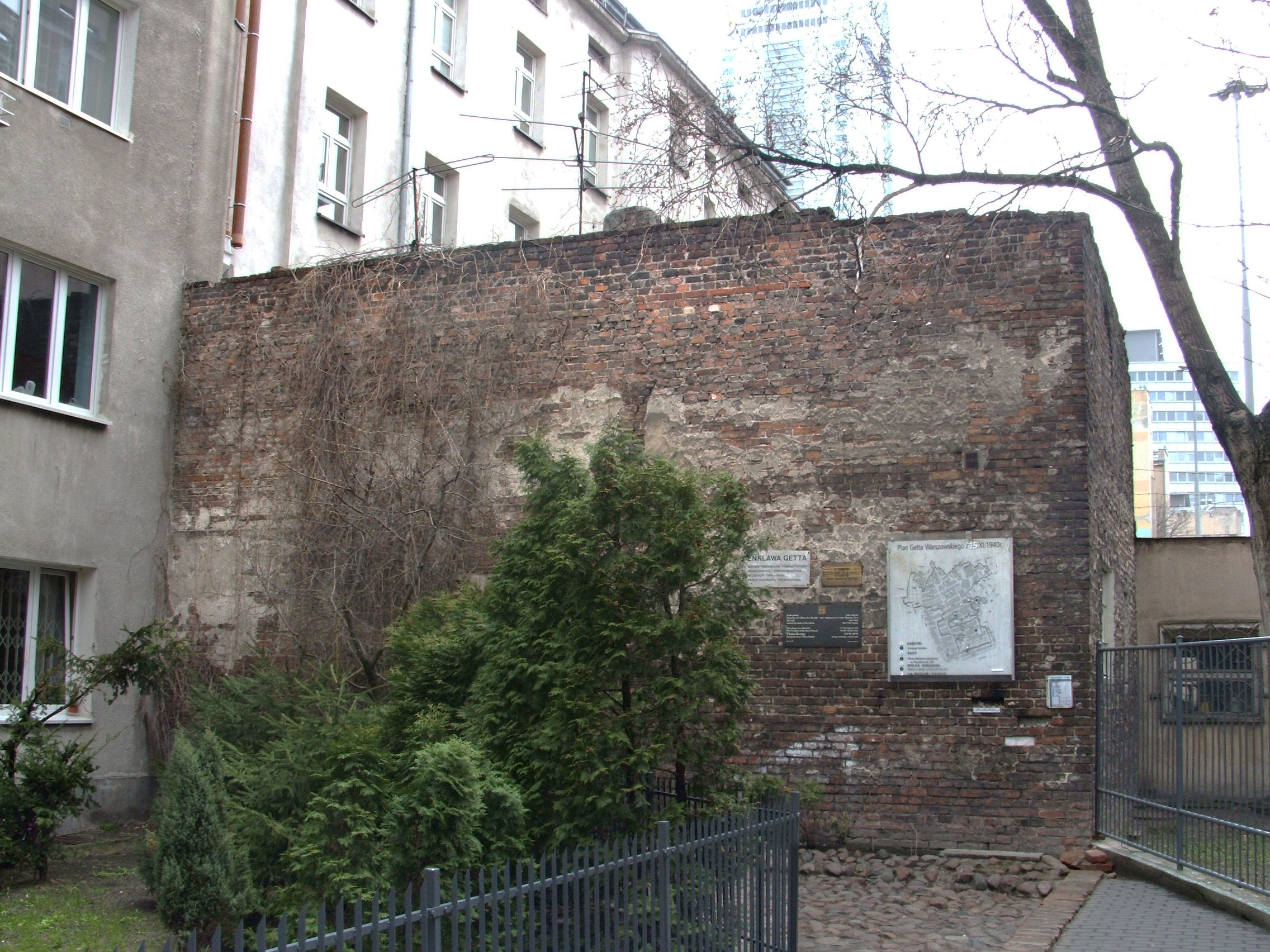
Calle Złota 62
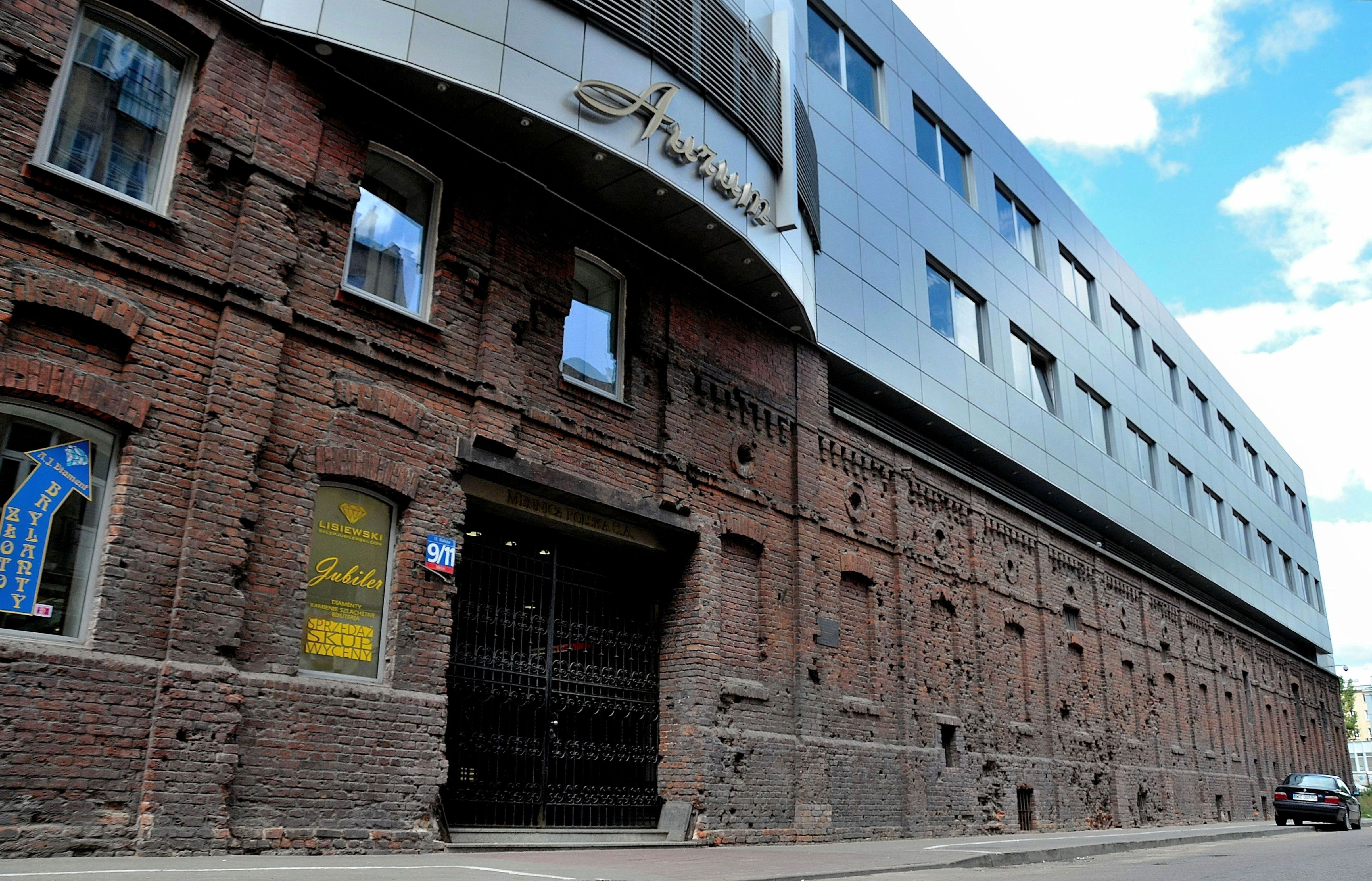
Calle Waliców 11
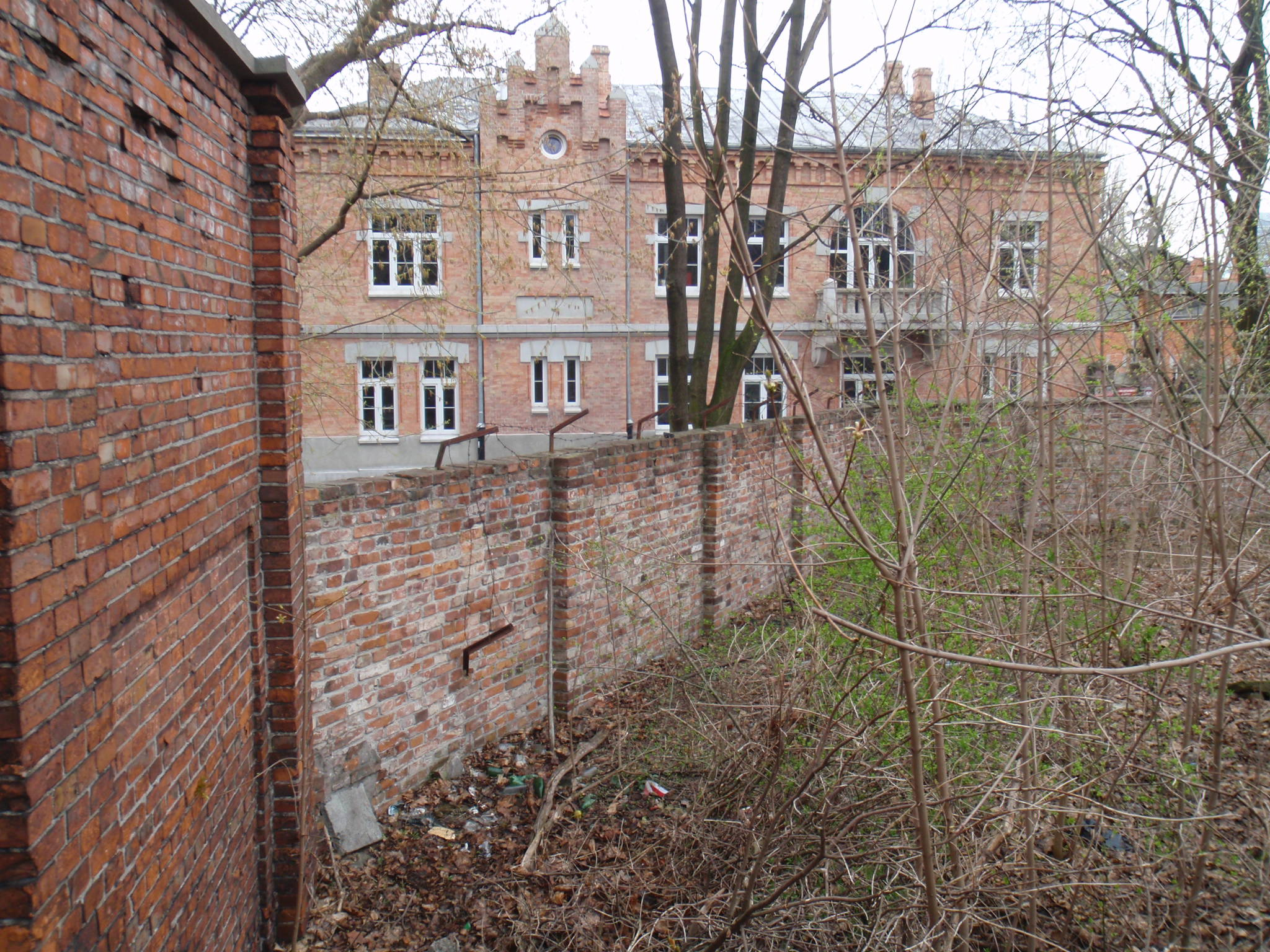
El muro del cementerio judío en la calle Spokojna
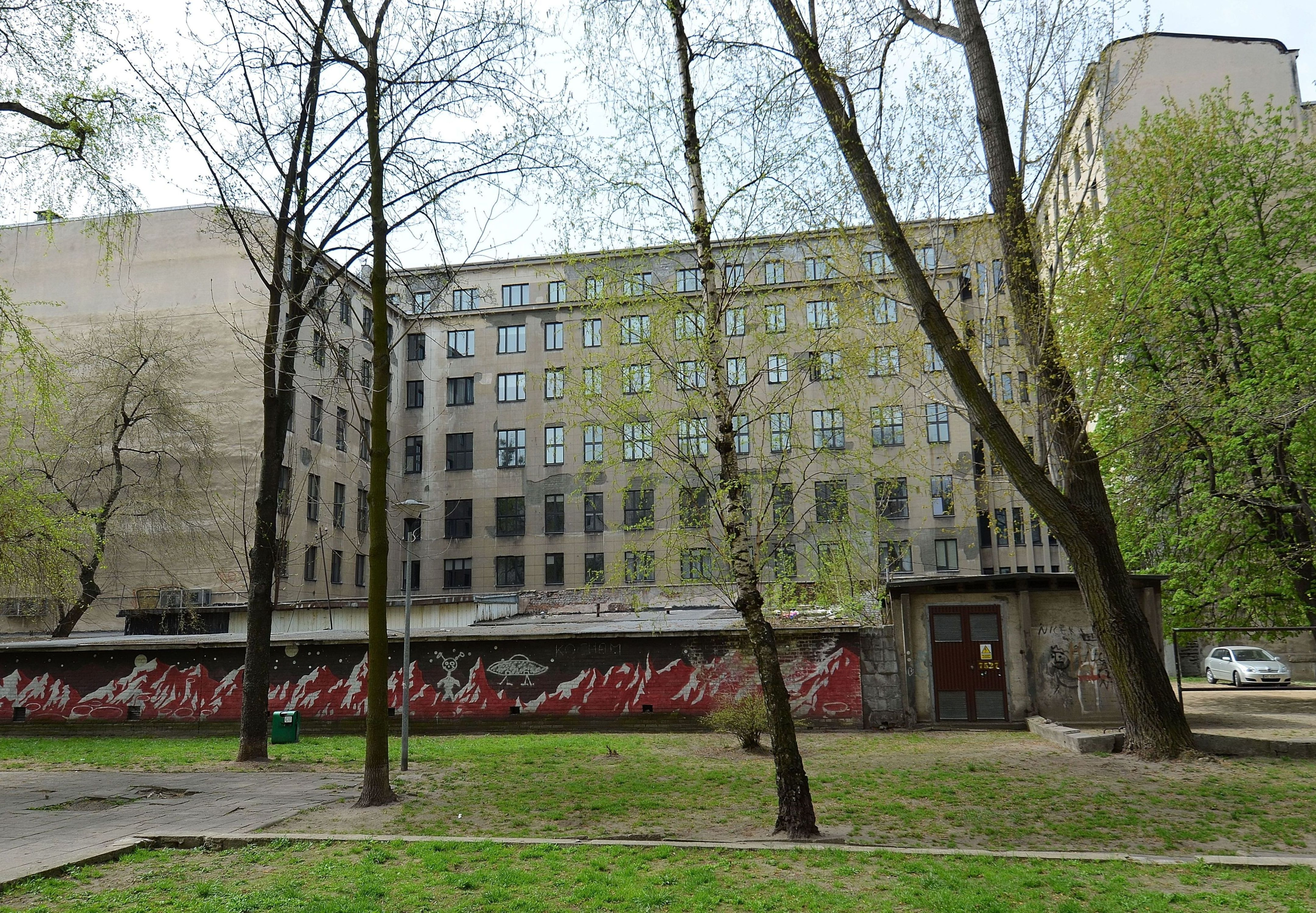
El edificio de Tribunales Grodzki en Leszno (Vista del este)
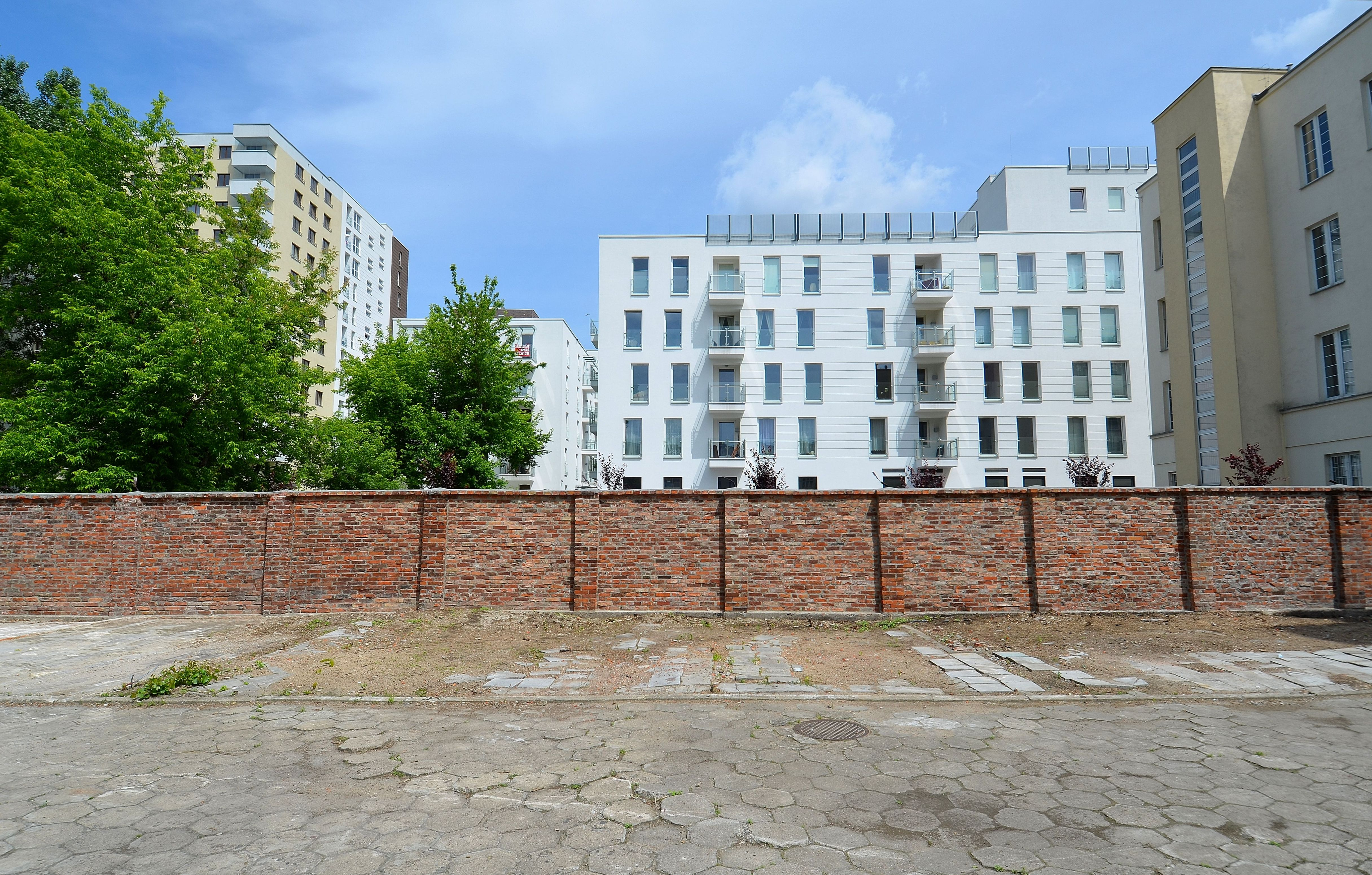
En la parte del fondo del Complejo de Escuelas de Bachillerato y Economía no 1 en la calle Stawki 10

- Datos: Q8123476
- Multimedia: Historic walls of Warsaw Ghetto / Q8123476